# 德爾默內什蒂鄉 (蘇恰瓦縣)
47°43′N 26°10′E / 47.717°N 26.167°E
德爾默內什蒂鄉（羅馬尼亞語：Comuna Dărmănești, Suceava），是羅馬尼亞的鄉份，位於該國東北部，由蘇恰瓦縣負責管轄，面積51平方公里，海拔高度326米，2007年人口5,947，人口密度每平方公里118人。